# Альтабле
Альтабле (ісп. Altable) — муніципалітет в Іспанії, у складі автономної спільноти Кастилія-і-Леон, у провінції Бургос. Населення — 64 особи (2010).

## Географія
Муніципалітет розташований на відстані близько 250 км на північ від Мадрида, 55 км на північний схід від Бургоса.

### Клімат
| Клімат Альтабле         | Клімат Альтабле | Клімат Альтабле | Клімат Альтабле | Клімат Альтабле | Клімат Альтабле | Клімат Альтабле | Клімат Альтабле | Клімат Альтабле | Клімат Альтабле | Клімат Альтабле | Клімат Альтабле | Клімат Альтабле | Клімат Альтабле |
| Показник                | Січ.            | Лют.            | Бер.            | Квіт.           | Трав.           | Черв.           | Лип.            | Серп.           | Вер.            | Жовт.           | Лист.           | Груд.           | Рік             |
| Середній максимум, °C   | 8,3             | 10,5            | 13,3            | 14,5            | 18,7            | 22,0            | 25,3            | 25,7            | 23,2            | 17,5            | 12,1            | 9,0             | 16,7            |
| Середня температура, °C | 4,7             | 5,9             | 7,9             | 9,2             | 12,9            | 15,9            | 18,7            | 19,1            | 16,6            | 12,4            | 7,9             | 5,6             | 11,4            |
| Середній мінімум, °C    | 1,0             | 1,4             | 2,4             | 3,9             | 7,1             | 9,8             | 12,1            | 12,5            | 10,1            | 7,2             | 3,6             | 2,2             | 6,1             |
| Днів з опадами          | 10              | 10              | 9               | 12              | 10              | 6               | 5               | 5               | 6               | 9               | 10              | 11              | 103             |
| ----------------------- | --------------- | --------------- | --------------- | --------------- | --------------- | --------------- | --------------- | --------------- | --------------- | --------------- | --------------- | --------------- | --------------- |
| Джерело: www.yr.no      |                 |                 |                 |                 |                 |                 |                 |                 |                 |                 |                 |                 |                 |

## Демографія
Динаміка населення (INE ):